# Anna Ivarsdotter
Backa Anna Hilma Svea Ivarsdotter, tidigare Johnson, född 2 mars 1938 i Malung, död 17 juli 2024 i Uppsala, var en svensk musikolog och professor i musikvetenskap vid Uppsala universitet. Hon var gift med skulptören Bertil Johnson 1964–1976.
Ivarsdotter, som dotter till Backa Ivar Eriksson och Olt Ellen Gustavsson, blev filosofie magister i Uppsala 1961, filosofie doktor i Uppsala på en avhandling om fäbodmusik 1986 och docent i musikvetenskap samma år. Hon var förste amanuens på institutionen för musikvetenskap i Uppsala 1965–1970, lärare där 1973–1982, forskningsassistent i projekt finansierade av Humanistisk-samhällsvetenskapliga forskningsrådet 1977–1978, biträdande lärare på kulturantropologiska institutionen i Uppsala 1980, lärare vid Kungliga Musikhögskolan 1981–1985, forskningsingenjör vid Kungliga Tekniska högskolan 1982–1984, universitetslektor på institutionen för musikvetenskap i Uppsala från 1982, senare biträdande professor och slutligen professor där från 2000.
Ivarsdotter var redaktionssekreterare för Svensk tidskrift for musikforskning 1972–1976 och medlem av Berwaldkommittén från 1983. Hon var prodekan vid Historisk-filosofiska sektionen vid Uppsala universitet 1990–1994 och ordförande i Svenska samfundet för musikforskning 1986–1990. Hon invaldes som ledamot nr 879 av Kungliga Musikaliska Akademien 14 maj 1992.